# Акон Арена
Акон Арена (нім. Akon Arena) — футбольний стадіон у місті Вюрцбург, Німеччина. Домашня арена футбольного клубу «Вюрцбургер Кікерс». Стадіон був відкритий у 1967 році та перейменований на «flyeralarm Arena» через спонсорські причини у 2013 році. У 2014 році він був оснащений прожекторами, щоб відповідати вимогам стосовно матчів клубу у змаганнях Кубка Німеччини з футболу.